# Александар Иванко
Александар Сергејевич Иванко (рус. Александр Сергеевич Иванько; Москва, 7. марта 1962) је међународни цивилни службеник, тренутно Специјални представник генералног секретара УН за Западну Сахару и шеф Мисије УН за одржавање референдума у Западној Сахари.

## Биографија
Рођен је 7. марта 1962. године у Москви. Његов отац, Сергеј Сергејевич Иванко, био је совјетски новинар и дипломата. Александар је завршио Факултет новинарства на Московском државном универзитету 1984. године.

## Новинарска каријера
Почео је каријеру као новинар у новинама Известија, где је радио од 1984. до 1994. године, покривајући важне догађаје попут рата у Авганистану 1989. године. Од 1992. до 1994. године радио је у новинама We/Ми, заједничком пројекту са корпорацијом Hearst.

## Рад у међународним институцијама
Од 1994. године ради у УН, почевши као члан мисије УНПРОФОР у Босни и Херцеговини, а касније као портпарол УН у истој земљи. Од 2006. до 2009. године био је директор јавних информација мисије УНМИК, а потом шеф кабинета МИНУРСО до 2021 године.

## Именовање за специјалног представника
У августу 2021. године, генерални секретар УН, Антонио Гутереш, именовао је Иванка за Специјалног представника за Западну Сахару.